# AS-119
La AS-119, también conocida como "Y" de Bimenes, es una vía de comunicación que pertenece a la Red Regional de Carreteras del Principado de Asturias. Tiene una longtitud de 13,4 km y une las localidades de El Entrego y Lieres, atravesando los concejos asturianos de San Martín del Rey Aurelio, Bimenes y Siero.
El proyecto fue aprobado inicialmente en 2004 y se inauguró en 2 principales fases, siendo la primera Pumarabín - El Corvero, inaugurada en 2011, y la segunda fase El Corvero - Lieres, inaugurada en 2013, ambas fases formadas a su vez por 5 sub-fases construidas e inauguradas a la vez con cada tramo.
Conecta la Comarca del Nalón y la carretera AS-117 con la A-64 y la N-634.

## Recorrido
| Esquema | P.K. | Sentido Feleches (ascendente)                                                                            | Sentido El Entrego (descendente)                                                                         | Carretera                      |
| ------- | ---- | --- | --- | ------------------------------ |
|         | 0    | Langreo Gijón - Mieres El Entrego zona industrial centro comercial Pola de Laviana Sotrondio - Carrocera | Langreo Gijón - Mieres El Entrego zona industrial centro comercial Pola de Laviana Sotrondio - Carrocera | AS-117 AS-I AS-387 AS-117 SM-5 |
|         | 5    | El Corbero (800 m)                                                                                       | El Corbero (800 m)                                                                                       | El Corbero (800 m)             |
|         | 8    | Martimporra - Nava - Barredos                                                                            | Martimporra - Nava - Barredos                                                                            | AS-251 AS-382                  |
|         | 9    | La Cruz (644 m)                                                                                          | La Cruz (644 m)                                                                                          | La Cruz (644 m)                |
|         | 11   | Lieres Solvay L'Acebal La Cruz                                                                           | Lieres Solvay L'Acebal La Cruz                                                                           | SI-14                          |
|         | 13   | Pola de Siero - Oviedo Nava - Infiesto Villaviciosa - Gijón - Santander                                  | Pola de Siero - Oviedo Nava - Infiesto Villaviciosa - Gijón - Santander                                  | A-64 N-634 A-64                |